# Vääräsaari (ö i Södra Savolax, Nyslott, lat 61,98, long 28,77)
Vääräsaari är en ö i Finland. Den ligger i sjön Haukivesi och i kommunen Nyslott i  landskapet Södra Savolax, i den sydöstra delen av landet, 280 km nordost om huvudstaden Helsingfors. Öns area är 3,6 hektar och dess största längd är 470 meter i sydöst-nordvästlig riktning.